# 東巌駅
東巌駅 （トンアムえき、朝鮮語: 동암역）は、朝鮮民主主義人民共和国咸鏡南道端川市にある駅で、クムゴル線に属する。 

## 隣の駅
クムゴル線
東徳駅 - 東巌駅 - 水村駅